# Trenerzy zdobywców Pucharu Czech w piłce nożnej
Trenerzy zdobywców Pucharu Czech – zestawienie trenerów, którzy poprowadzili swój klub do zdobycia Pucharu Czech.
Rozgrywki zostały zainicjowane w 1993 roku, po rozpadzie Czechosłowacji, a wraz z nią wszystkich struktur i rozgrywek piłkarskich. Pierwszym trenerem, który triumfował w rozgrywkach jest Jiří Kotrba, który jest także jedynym trenerem, który triumfował w rozgrywkach z dwoma różnymi klubami: Viktorią Żiżkov (1994) oraz FK Jablonec (1998).
Najbardziej utytułowanym trenerem tych rozgrywek jest Jindřich Trpišovský który ze Slavią Praga 3-krotnie triumfował w rozgrywkach (2018, 2019, 2021), a także wraz z Františkiem Straką i Michalem Bílkiem jedynym trenerem, który obronił trofeum. Jedynym zagranicznym trenerem, który triumfował w rozgrywkach, jest Słowak Stanislav Griga, który triumfował w Pucharze Czech 2005/2006 ze Spartą Praga.

## Trenerzy
| Rok  | Trener              | Klub              |
| ---- | ------------------- | ----------------- |
| 1994 | Jiří Kotrba         | Viktoria Žižkov   |
| 1995 | Petr Pálka          | Hradec Králové    |
| 1996 | Vlastimil Petržela  | Sparta Praga      |
| 1997 | František Cipro     | Slavia Praga      |
| 1998 | Jiří Kotrba         | FK Jablonec       |
| 1999 | Jaroslav Hřebík     | Slavia Praga      |
| 2000 | Ladislav Škorpil    | Slovan Liberec    |
| 2001 | Zdeněk Ščasný       | Viktoria Žižkov   |
| 2002 | Miroslav Beránek    | Slavia Praga      |
| 2003 | František Straka    | FK Teplice        |
| 2004 | František Straka    | Sparta Praga      |
| 2005 | Jozef Jarabinský    | Baník Ostrawa     |
| 2006 | Stanislav Griga     | Sparta Praga      |
| 2007 | Michal Bílek        | Sparta Praga      |
| 2008 | Michal Bílek        | Sparta Praga      |
| 2009 | Jiří Plíšek         | FK Teplice        |
| 2010 | Pavel Vrba          | Viktoria Pilzno   |
| 2011 | Ladislav Minář      | FK Mladá Boleslav |
| 2012 | Petr Uličný         | Sigma Ołomuniec   |
| 2013 | Roman Skuhravý      | FK Jablonec       |
| 2014 | Vítězslav Lavička   | Sparta Praga      |
| 2015 | David Vavruška      | Slovan Liberec    |
| 2016 | Karel Jarolím       | FK Mladá Boleslav |
| 2017 | Bohumil Páník       | Fastav Zlín       |
| 2018 | Jindřich Trpišovský | Slavia Praga      |
| 2019 | Jindřich Trpišovský | Slavia Praga      |
| 2020 | Václav Kotal        | Sparta Praga      |
| 2021 | Jindřich Trpišovský | Slavia Praga      |
| 2022 | Martin Svědík       | FC Slovácko       |

## Klasyfikacja wszech czasów

### Indywidualna
| Lp. | Trener              | Liczba tytułów | Lata triumfów    |
| --- | ------------------- | -------------- | ---------------- |
| 1.  | Jindřich Trpišovský | 3              | 2018, 2019, 2021 |
| 2.  | Michal Bílek        | 2              | 2007, 2008       |
| 2.  | Jiří Kotrba         | 2              | 1994, 1998       |
| 2.  | František Straka    | 2              | 2003, 2004       |
| 5.  | Miroslav Beránek    | 1              | 2002             |
| 5.  | František Cipro     | 1              | 1997             |
| 5.  | Stanislav Griga     | 1              | 2006             |
| 5.  | Jaroslav Hřebík     | 1              | 1999             |
| 5.  | Jozef Jarabinský    | 1              | 2005             |
| 5.  | Karel Jarolím       | 1              | 2016             |
| 5.  | Václav Kotal        | 1              | 2020             |
| 5.  | Vítězslav Lavička   | 1              | 2014             |
| 5.  | Ladislav Minář      | 1              | 2011             |
| 5.  | Petr Pálka          | 1              | 1995             |
| 5.  | Bohumil Páník       | 1              | 2017             |
| 5.  | Vlastimil Petržela  | 1              | 1996             |
| 5.  | Jiří Plíšek         | 1              | 2009             |
| 5.  | Zdeněk Ščasný       | 1              | 2001             |
| 5.  | Ladislav Škorpil    | 1              | 2000             |
| 5.  | Roman Skuhravý      | 1              | 2013             |
| 5.  | Martin Svědík       | 1              | 2022             |
| 5.  | Petr Uličný         | 1              | 2012             |
| 5.  | David Vavruška      | 1              | 2015             |
| 5.  | Pavel Vrba          | 1              | 2010             |

## Rekordy
- Najmłodszy: Jiří Kotrba (13.06.1994, Viktoria Žižkov – Sparta Praga 2:2 k. 6:5) – 36 lat i 105 dni
- Najstarszy: Václav Kotal (01.07.2020, Sparta Praga – Slovan Liberec 2:1) – 65 lat i 273 dni
- Najwięcej triumfów: Jindřich Trpišovský (2018, 2019, 2021) – 3 razy
- Najdłuższe oczekiwanie na kolejny triumf: Jiří Kotrba (13.06.1994–09.06.1998) – 3 lata i 361 dni

## Triumfatorzy jako zawodnicy i trenerzy
2 osoby wygrało rozgrywki zarówno jako zawodnik i jako trener: Michal Bílek i Roman Skuhravý.
| Trener         | Jako zawodnik | Jako trener |
| -------------- | ------------- | ----------- |
| Roman Skuhravý | 1998, 2013    |             |
| Michal Bílek   | 1994, 1997    | 2007, 2008  |